# Lotidae
Lotidae é uma família de peixes actinopterígeos pertencentes à ordem Gadiformes. É uma família da ordem dos peixes semelhantes ao bacalhau. Por vezes é colocado numa subfamília, Lotinae, da família bacalhau (Gadidae). Encontram-se no Oceano Ártico, Oceano Atlântico e Oceano Pacífico, exceto nos lagos que se encontram nos rios e lagos do norte da Europa e da América do Norte. A família é importante tanto para a pesca comercial como para a pesca desportiva. Inclui 6 géneros com 23 espécies.